# Красноармейский (Ульяновская область)
Красноармейский — посёлок в Ульяновском районе Ульяновской области. Входит в состав Зеленорощинского сельского поселения.

## География
Расстояние до районного центра: Ишеевка — 25 км, расстояние до областного центра: Ульяновск — 22 км.

## История
Основано в 1931 году, как — Ульяновская зональная опытная станция картофельного хозяйства близ ст. Охотничья Ульяновского района Средневолжского края, с 1943 года — Ульяновская опытная станция по картофелю близ ст. Охотничья Ульяновского района Ульяновской области.
В 1986 году указом ПВС РСФСР посёлок картофельной опытной станции переименован в Красноармейский.

## Население
| 2010 |
| ---- |
| 661  |

## Инфраструктура
- ОРГАНИЗАЦИЯ НАУЧНОГО ОБСЛУЖИВАНИЯ "ОПЫТНАЯ СТАНЦИЯ ПО КАРТОФЕЛЮ «УЛЬЯНОВСКАЯ» ГОСУДАРСТВЕННОГО НАУЧНОГО УЧРЕЖДЕНИЯ УЛЬЯНОВСКОГО НАУЧНО-ИССЛЕДОВАТЕЛЬСКОГО ИНСТИТУТА СЕЛЬСКОГО ХОЗЯЙСТВА РОССИЙСКОЙ АКАДЕМИИ СЕЛЬСКОХОЗЯЙСТВЕННЫХ НАУК (ОНО "ОС по Картофелю «Ульяновская» ГНУ УНИИСХ Россельхозакадемии).